# AYA (アーティスト)
AYA（あや、1975年7月30日 - ）は、日本の歌手、ラジオDJ、元女優。以前はAYA（あや）としても活動。歌手としてはしずく、SIZKUとも。本名は小川彩（おがわ あや）。

## 人物
歌舞伎俳優の市村家橘の長女として生まれる。父方の祖父は市村吉五郎、祖母は清元の出である。十八代目中村勘三郎、波乃久里子は実父の従姉弟になる。中村勘九郎、中村七之助は従兄弟にあたる。
学校法人森村学園に幼稚部から森村学園中等部まで在籍・卒業。のちにJapan International Schoolに在籍、卒業。
元女優で歌手のかたわらデザイナーとしても活動。アメリカではその声質をかわれ、レコーディングテストなどの経験もある。精力的に歌手活動は行なっていないが、メインボーカルやゲストとしての活動もあり、インディーズのアーティストに作詞提供などを行ないバックコーラス参加などもする。

## 出演

### 女優
- ドラマ『ナースのお仕事3』（フジテレビ）、白ナース役
- 『ワンダフル』（TBS）のミニドラマ、ヘアメイク役
- 映画『ekiden 駅伝』マネージャー役
- ビデオ「祟り3 安部晴明・魔界巡礼」（ENGEL）などに出演。心霊オーガナイザーとして活躍中の池田辰雄と共演を果たす。
- CMでは声入れ（アフレコ、アテレコ）差し替えウォーキングなどをこなす。
- ゲーム：実写版競馬ゲームの牧場調教師
- 携帯電話情報チャンネルにゲスト出演。
- 雑誌WAWAWAチェアウォーカーでは自身のページを連載。

### 雑誌
- 女性セブン
- SAY
- WAWAWAチェアウォーカーなど

### ライブ活動
仙台では「仙南芸術文化センター～えずこホール～」、福岡では「福岡サンパレスホール」、その他、盛岡のclubなど、地方を主に活躍している。